# 貝里斯選舉
貝里斯选举是在貝里斯全国各级政府正式举行的选举。貝里斯目前的選舉制度與架構，均來自《貝里斯憲法》與《人民代表法》。其中《憲法》第92條第一項第一款明定：「凡年滿十八歲並符合《人民代表法》之要求的貝里斯或任何大英國協國家的公民均享有選舉權」。此外，《憲法》於第六章，在眾議院之設立、組成與選舉，提供選舉之母法根源。
貝里斯及任何其他大英國協國家公民，凡年滿十八歲，符合《人民代表法》之要求，可於貝里斯大選中投票。

## 解散民選機構

### 立法機關（眾議院）
解散貝里斯國民議會是貝里斯總督獨有的權力。根據《貝里斯憲法》第八十四、八十五條，總督有權隨時依循總理之建議，宣布國會休會或解散。然而，眾議院議員的大選亦應在國會解散後三個月內舉行，總督應依據總理之建議指定大選日期。
此外，除非國家處於戰爭期間，國會議員的任期為五年，其後應自行解散。

### 市、鎮議會
市议会和镇议会均於每三年二月的最后一個星期日解散。換屆選舉定於該年三月的第一個星期三舉行。

## 大選
貝里斯國民議會施行兩院制，議員分屬於下議院及上議院。权力更大的下议院，即众议院，目前有 31 名议员。大選為眾議院議員選舉，由公民直選選出 31 名眾議院議員。各議員由小選區制直選產生，選舉方式採相對多數制。

### 參與政黨
伯利兹自1974年獨立前之大選以来一直實行兩黨制，由中間偏左的人民聯合黨（PUP）與中間偏右的聯合民主黨（UDP）互相競爭。由於國會議員全數採用單議席相對多數制產生，要以其他黨籍或無黨籍之身分勝選極為艱鉅。截至2024年，只有一人成功：菲利普·戈德森 (Philip Goldson) 於 1993 年由聯合民主黨轉投貝里斯人權利全國聯盟參選，並最終當選。
自 2000 年多次大選以來，只有一名独立候選人得以於國會選舉中得票優於其中一名主要政黨候選人。 2003年，獨立參選的威尔弗雷德·埃尔林顿(Wilfred Elrington) 在皮克斯托克選區中得票排名第二，领先于聯合民主党候选人。与戈德森一样，埃尔林顿也与民主党有着长期的合作关系。后来他重新加入民主党，并于 2009 年大選中贏得皮克斯托克選區國會議席。

### 選舉過程
如其他西敏制政體般，貝里斯所有主要政黨均以初選選擇該政黨之被提名人。在大多数情况下，兩大黨均傾向優先提名其任众议院议员，而反对党往往在大选前几个月甚至几年便推出其候選人。
国民议会参议院有 13 个席位，其成员由貝里斯總督正式任命。依照現時慣例，众议院多数党提名六人，反對黨提名三人。其余四名参议员由无党派团体提名。
最近一次大选于 2020 年 11 月 11 日举行。

### 选区
自 2008 年大選以来，貝里斯全國境內分为 31 个选区。选区按地区划分如下：
- 伯利兹区：13
- 卡约区：6
- 科罗萨尔区：4
- 橘園區：4
- 斯坦克里克区：2
- 托莱多区：2

## 地方选举
与每五年举行一次的大选不同，城鎮的地方選舉每三年舉行一次。伯利兹有七个城镇（本克维耶霍德尔卡门、科罗萨尔镇、丹格里加、橘園镇、蓬塔戈尔达、聖聖伊格納西奧和圣佩德罗）和两个城市（伯利兹城和贝尔墨潘）。其他地區的地方选举則不在此規定之限。
由於貝里斯市相較其餘城市、鄉鎮更具规模且更具代表性，其地方選舉應同時選出一名市长和十名地方議員，而贝尔墨潘與其他城镇均只選出有一名市（鎮）长和六名议员。雖然地方選舉仍可見两党制的蹤影，然而相較於國會選舉，其他黨籍和無黨籍的候选人於地方选举中較有取勝機會。
最近一次地區选举于 2024 年 3 月 6 日举行。

## 补选和公投
此类选举的举行频率较低。补选通常於原任議員因故喪失議席時舉行。
公投則通常是针对地方或国家重要问题举行投票。雖然鄰國瓜地馬拉不斷要求貝里斯進行全國性公投以解決兩國間之領土紛爭，但貝里斯於 2008 年前从未举行过全国性公投。 1999年，贝尔墨潘居民举行了全民公投，以決議是否設立城市議會；公投通過後不到一年，贝尔莫潘举行了第一次市议会选举。
2008年一月，時任总理赛义德·穆萨宣布将在大选同一天举行不具约束力的全国性公民投票，以針對參議院是否應由直選產生諮詢全國民眾。公投最終獲 61% 選民同意通過。 

### 伯利兹补选列表
自 1981 年 9 月伯利兹独立以来，多年來僅进行過五場補選。
| 选区       | 日期                | 原任              | 所屬政黨 | 所屬政黨             | 補選勝出者           | 所屬政黨 | 所屬政黨   | 補選原因     |
| ---------- | ------------------- | ----------------- | -------- | -------------------- | -------------------- | -------- | ---------- | ------------ |
| 科罗萨尔湾 | 2021 年 3 月 3 日   | 大卫·维加         |          | 人民聯合黨           | 埃尔维娅·维加-萨摩斯 |          | 人民聯合黨 | 任內逝世     |
| 丹格里加   | 2015 年 7 月 8 日   | 伊万·拉莫斯       |          | 人民聯合黨           | 弗兰克·梅纳          |          | 聯合民主黨 | 原任議員辞职 |
| 北岛       | 2015 年 1 月 5 日   | 约瑟夫·马哈茂德   |          | 人民聯合黨           | 奥马尔·菲格罗亚      |          | 聯合民主黨 | 原任議員辞职 |
| 南岛       | 2003 年 10 月 29 日 | 阿格里皮诺·卡维奇 |          | 人民聯合黨           | 约翰·萨尔迪瓦        |          | 聯合民主黨 | 任內逝世     |
| 弗里敦     | 1993年1月           | 德里克·艾克曼     |          | 全國貝里斯人權利聯盟 | 豪尔赫·埃斯帕特      |          | 人民聯合黨 | 任內破產     |

## 选举管理
貝里斯选举由首席选举官领导下的选举和選區邊界委员会 (EBC) 监督。 EBC 的董事會亦包括了各政党代表。 EBC 在全国各地的办事处均保存了一份选民名单，新选民必須於选民登记名单上登記以参加选举。